# Ludwig Bachmaier
Ludwig Bachmaier (24 de agosto de 1895 - 24 de dezembro de 1957) foi um oficial alemão que serviu durante a Segunda Guerra Mundial. Foi condecorado com a Cruz de Cavaleiro da Cruz de Ferro.

## Condecorações
| Cruz de Ferro 2ª Classe                                   |
| Cruz de Ferro 1ª Classe                                   |
| Cruz de Cavaleiro da Cruz de Ferro 26 de dezembro de 1941 |